# 長遠寺 (南アルプス市)
長遠寺（じょうおんじ）は、山梨県南アルプス市鏡中條にある日蓮宗の寺院。山号は恵光山。旧本山は身延山久遠寺、鏡師法縁縁頭寺。境内の宝篋印塔群と本尊の木造釈迦如来坐像は南アルプス市の文化財に指定されている。遠光寺、妙了寺と並んで、身延山久遠寺甲斐触頭三ヶ寺の一。

## 歴史
鎌倉時代初期に、甲斐源氏の一族である加賀美遠光の祈願所として創建された。遠光は源清光の子息で、兄弟の武田信義・安田義定らとともに治承・寿永の乱において活躍し、鎌倉幕府を開創した源頼朝の有力御家人となり、遠光の子孫は秋山氏・小笠原氏・南部氏らの有力氏族を輩出した。遠光の邸は現在の南アルプス市加賀美に所在する法善寺にあり、一帯の加々美荘を本拠とした。当時創建された場所は現在地とは異なり、現在地に移転したのは弘安2年（1279年）という。

## 文化財
- 宝篋印塔群　南北朝時代
- 木造釈迦如来坐像　享保年間（1716年 - 1735年）の制作で、寺記では日侑（24世）造立という。 西郡地方では稀有な像として1983年（昭和58年）1月1日指定された。

## 旧末寺
日蓮宗は1941年（昭和16年）に本末を解体したため、現在では、旧本山、旧末寺と呼びならわしている。
- 玉泉院（山梨県南アルプス市鏡中條） 塔頭
- 功徳山蓮生寺（山梨県甲斐市玉川）
- 光明山妙善寺（山梨県南アルプス市飯野）
- 長慶山福王寺（山梨県南アルプス市飯野）
- 弘經山法源寺（山梨県南アルプス市十五所）
- 法忍山妙蓮寺（山梨県南アルプス市鏡中條）
- 意光山常教寺（山梨県南アルプス市鏡中條）
- 遠秀山泉能寺（山梨県南アルプス市藤田）
- 法勝山妙遠寺（山梨県南アルプス市寺部）
- 江原山法音寺（山梨県南アルプス市江原）
- 金光山本乗寺（山梨県南アルプス市西南湖）
- 泉光山妙善寺（山梨県南アルプス市和泉）
- 恵命山蓮華寺（山梨県南巨摩郡富士川町鰍沢）
- 鬼島山妙現寺（山梨県南巨摩郡富士川町鰍沢）
- 修瑞山大蓮寺（山梨県韮崎市本町）
- 法岸山淨蓮寺（山梨県韮崎市旭町上条南割）
- 法榮山妙蓮寺（山梨県西八代郡市川三郷町落居）
- 依田山常慶寺（山梨県西八代郡市川三郷町落居）
- 淨味山蓮性寺（山梨県中央市臼井阿原西花輪）
- 延壽山妙圓寺（長崎県平戸市宝亀町）

## 人物
- 石橋湛山（幼少期をこの寺で過ごした。）
- 五味土佐守長遠  (武田信玄の家臣。再興し、その名にちなんで今の寺名となった。第四次川中島の戦いで戦死。)

## 参考資料
- 日蓮宗寺院大鑑編集委員会『宗祖第七百遠忌記念出版 日蓮宗寺院大鑑』大本山池上本門寺 (1981年)
- 増田弘『石橋湛山』ミネルヴァ書房（2017年）